# Anna Politkóvskaya
Anna Stepánovna Politkóvskaya (en ruso: Анна Степановна Политковская; en ucraniano: Га́нна Степа́нівна Політко́вська; Nueva York, 30 de agosto de 1958-Moscú, 7 de octubre de 2006) fue una periodista rusa nacida en Estados Unidos y de ascendencia ucraniana. Se formó como activista por los derechos humanos y fue reconocida por su oposición a la guerra ruso-chechena y a las políticas del presidente ruso Vladímir Putin.
Politkóvskaya adquirió notoriedad por sus reportajes sobre la segunda guerra chechena, donde muchos periodistas y trabajadores humanitarios habían sido secuestrados o asesinados. Fue arrestada y sometida a una ejecución simulada por parte de las fuerzas militares rusas. Además fue envenenada en camino a Beslán, pero sobrevivió y continuó informando. Escribió varios libros tanto de las guerras en Chechenia como acerca de la administración Putin y recibió numerosos premios internacionales por su trabajo. Murió acribillada en el ascensor del edificio de su apartamento en Moscú, el 7 de octubre de 2006.

## Biografía
Politkóvskaya nació en Nueva York en 1958 bajo el nombre de Anna Mazepa, de padres de origen soviético ucraniano que trabajaban como diplomáticos en Naciones Unidas. Creció en Moscú y estudió periodismo en la Universidad Estatal de Moscú, donde se graduó en 1980. Defendió una tesis sobre la poesía de Marina Tsvetáyeva. Politkóvskaya era ciudadana tanto de los Estados Unidos como de la Federación de Rusia.

## Carrera periodística
Su primer trabajo como profesional fue en el periódico Izvestia, donde permaneció desde 1982 hasta 1993. Luego, trabajó como periodista, editora de la sección de emergencias/accidentes y asistente del redactor jefe de la Óbschaya Gazeta, dirigida por Yegor Yákovlev (1994-1999). Desde junio de 1999 hasta el 2006, escribió en las columnas de la versión digital de la Nóvaya Gazeta, de circulación quincenal. Recibió numerosos premios por sus libros sobre Chechenia, la vida en Rusia, y la política del presidente Putin. Precisamente, su obra más reciente fue La Rusia de Putin. Recibió varias amenazas de muerte por su trabajo.

### Crónicas desde Chechenia
Fuera de Rusia, Politkóvskaya recibió una aprobación general por su trabajo en Chechenia, donde visitó frecuentemente hospitales y campos de refugiados para entrevistar a las víctimas. Dijo sobre sí misma que no era una magistrada investigando, sino alguien que describe la vida de ciudadanos para aquellos que no pueden verla por sí mismos, porque lo que se muestra en televisión y lo que se escribe sobre ello en la abrumadora mayoría de los periódicos es mutilado con ideología.
Politkóvskaya escribió numerosos artículos críticos con la guerra en Chechenia describían abusos cometidos por las fuerzas militares rusas, por rebeldes chechenos y por la administración chechena respaldada por Rusia y dirigida por Ajmat Kadýrov y su hijo Ramzán Kadýrov. Dio testimonio incansablemente de violaciones de los derechos humanos y abusos policiales en Chechenia y en otras regiones rusas del Cáucaso norte en varios libros sobre el tema, incluyendo Una guerra sucia: una reportera rusa en Chechenia y Un pequeño rincón del infierno: crónicas desde Chechenia, que pintaba el cuadro de una guerra brutal en la cual miles de ciudadanos inocentes eran torturados, hechos desaparecer o asesinados a manos de las autoridades chechenas o federales. Una de sus investigaciones más recientes giraba en torno al supuesto envenenamiento masivo de cientos de niños chechenos por una sustancia química desconocida de acción fuerte y prolongada, por la culpa de la cual estuvieron incapacitados por varios meses.

### Crítica de Vladímir Putin y del FSB
Escribió un libro La Rusia de Putin: la vida en una democracia fallida, crítico de la presidencia federal de Putin, incluyendo su política durante la segunda guerra chechena. En este libro, también acusó al servicio secreto ruso FSB de reprimir todas las libertades civiles para establecer una dictadura al estilo soviético, pero admitió que "somos nosotros los responsables de las políticas de Putin": "La sociedad ha mostrado una apatía sin límites... Cuando los miembros de la Checa se afianzaron en el poder, les dejamos ver nuestro miedo y, desde entonces, solo se ha intensificado su compulsión por amenazarnos. La KGB solo respeta lo fuerte, devora lo débil. Nosotros por sobre los demás debíamos saber eso." También escribió que

"Nos estamos precipitando al abismo soviético, en un vacío de información que aleja a la muerte de nuestra ignorancia. Todo lo que nos queda es la internet, donde la información todavía está libremente disponible. Para el resto, si quieren ir a trabajar como periodista, es total servilismo a Putin. De lo contrario, puede significar la muerte, bala, veneno o juicio -lo que sea que nuestros servicios especiales, los perros guardianes de Putin, crean adecuado."

"La gente me dice a menudo que soy una pesimista, que no creo en la fortaleza del pueblo ruso, que estoy obsesionada en mi oposición contra Putin y no veo nada más allá de eso," abre un ensayo titulado ¿Tengo miedo?, finalizando con las palabras: "Si alguien piensa que puede estar tranquilo con los pronósticos 'optimistas', déjenlos estarlo. Es ciertamente la forma más fácil, pero es la sentencia de muerte de nuestros nietos."

### Un diario ruso
En el año 2006, se publicó Un Diario Ruso un recuento final de un periodista de la vida, corrupción y muerte en la Rusia de Putin" redactado a partir de extractos de su cuaderno de notas y otros escritos, en el cual describe el envenenamiento en el vuelo de Rostov del Don camino a Beslán y la situación política que empeoraba en Rusia. Debido a que el pistolero que le disparó dos veces en la cabeza y una tercera vez en el hombro en el ascensor de su departamento -el día del cumpleaños del presidente Vladímir Putin- realizaba el tiro 'mientras se estaba completando la traducción, la edición final debía seguir adelante sin su ayuda,' escribe en una nota el traductor de la versión en inglés, Arch Tait. "Quien mató a Anna y quien lo permitió, está detrás del asesino y permanece desconocido" escribe el presentador de noticias Jon Snow en el prólogo de la edición inglesa del libro. "Su asesinato nos quitó a muchos de nosotros recursos absolutamente vitales de información y contacto."

## Intento de negociaciones de rehenes
En varias ocasiones, participó en negociaciones para liberar a rehenes secuestrados, incluyendo la crisis de octubre de 2002 de Osetia del Norte, en la que chechenos secuestraron a los asistentes a un teatro de Moscú. Durante la masacre de la escuela de Beslán en 2004, fue atendida por un misterioso caso de intoxicación, después de que tomara un té en el vuelo que la llevaría a Beslán para ayudar en las negociaciones con los terroristas chechenos. Enfermó gravemente, perdió el conocimiento y no pudo intervenir en el conflicto. La causa de su enfermedad no pudo ser determinada según el Comité para la Protección de los Periodistas (CPJ).

## Su relación con las autoridades rusas
En Moscú, no era invitada a las conferencias de prensa ni a las reuniones a las que podían asistir los oficiales del Kremlin, en caso de que se sospechara que los organizadores tuvieran simpatías hacía ella. A pesar de esto, muchos oficiales de la cúpula supuestamente hablaron con ella cuando estaba escribiendo artículos o conduciendo investigaciones—de acuerdo a su propio artículo, ellos hablaron con ella, "pero solo cuando no era probable que fueran observados: al aire libre entre la multitud o en casas a las que se acercaban por rutas diferentes, como espías". También declara que el Kremlin trató de prohibirle el acceso a información y desacreditarla:

## Amenazas a su vida
En una conferencia por la libertad de prensa organizada por Reporteros Sin Fronteras en Viena, en diciembre de 2005, Politkóvskaya dijo: 

"La gente a veces paga con su vida por decir bien claramente lo que piensa. De hecho, una persona puede incluso ser asesinada por proporcionarme información. No soy la única que está en peligro. Hay ejemplos que prueban lo que digo".

A menudo recibió amenazas de muerte debido a su trabajo; incluso siendo amenazada con violación y ejecución luego de ser arrestada por los militares en Chechenia.
Los críticos de los artículos de Politkóvskaya la han acusado de tomar partido al centrar sus informaciones en las fuerzas federales rusas, hecho éste ampliamente demostrado.

## Asesinato

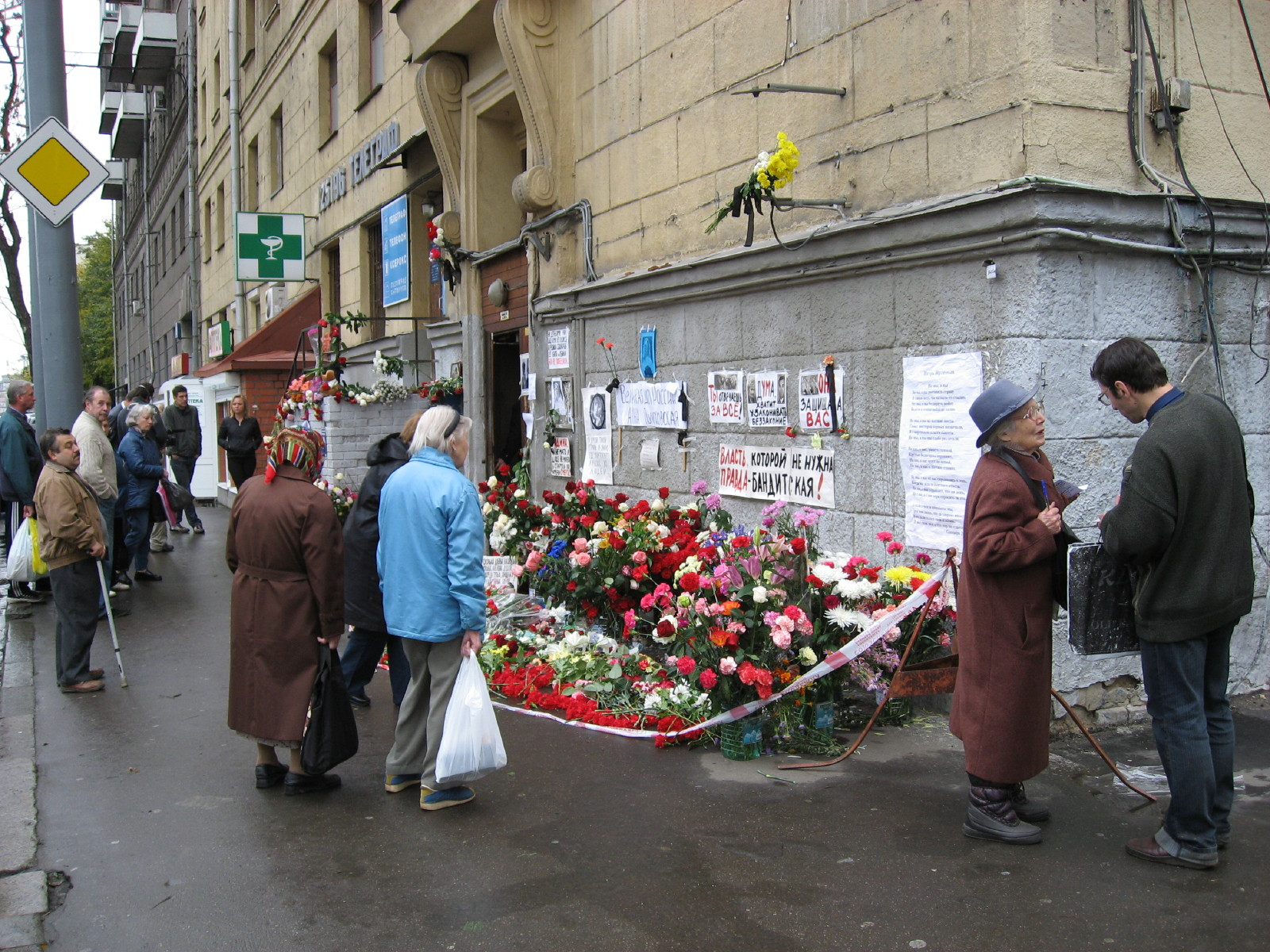
Espontáneo memorial ciudadano a Politkóvskaya en su apartamento de Moscú, el 10 de octubre de 2006.

Politkóvskaya fue encontrada muerta por una vecina con varios balazos en su cuerpo el sábado 7 de octubre de 2006, en el ascensor del edificio donde vivía en el centro de Moscú. Fuentes policiales informaron que junto al cuerpo se encontraron cuatro balas y una pistola. Las primeras informaciones apuntan a que se trató de un asesinato por encargo, ya que recibió dos disparos, uno de ellos en la cabeza, pero no está claro quién encargó el asesinato.
El crimen fue investigado por Alexander Litvinenko, ex-espía ruso que vivía en Londres con su familia, que al poco tiempo murió por envenenamiento.
Se le otorgó póstumamente en Medellín el Premio Mundial de la Libertad de Prensa Unesco - Guillermo Cano en el marco del Seminario de la Libertad de Prensa por su trabajo en la guerra separatista de Chechenia. 

En febrero de 2009 se celebró el juicio contra los presuntos acusados de matar a la periodista, en el cual resultaron absueltos por falta de pruebas.
En diciembre de 2012 el policía Dmitri Pavliuchénkov fue condenado a once años de prisión por complicidad en el asesinato.

El 9 de junio de 2014 la justicia rusa declaró culpables a cinco acusados de matar a la periodista. Rustam Majmúdov y Lom-Ali Gaitukáyev, fueron condenados a cadena perpetua. Dzhabraíl Majmúdov e Ibrahim Majmúdov fueron condenados a 14 y 12 años de prisión respectivamente.
En los primeros días de la Invasión rusa de Ucrania de 2022 anónimos rusos colocaron insignias en contra de la invasión en su tumba.

## Obra

### Libros
- Chechenia. La deshonra rusa (2003)
- Una guerra sucia: Una reportera rusa en Chechenia (2003)
- La Rusia de Putin (2004)
- Diario ruso (2007); Ed. Debate
- La consciencia moral de Rusia (2007); Ed. Aresta (en catalán)
- Terror en Chechenia. Ediciones del Bronce, 2003

## Premios
- 2001: Premio de la Unión de Periodistas Rusos
- 2001: Premio Global de Amnistía Internacional Reino Unido al periodismo por los Derechos Humanos
- 2002: Premio PEN USA Libertad de Expresión
- 2003: Premio Lettre Ulysses
- 2003: Medalla Hermann-Kesten
- 2004: Premio Olof Palme.
- 2004: Premio Vázquez Montalbán de Periodismo Internacional
- 2005: Premio por la libertad y el futuro de los Medios
- 2006: Premio El Club de las 25, otorgado por la asociación El Club de las 25
- 2007: Premio Unesco "Guillermo Cano" (póstumo)

### Noticias
- Asesinan a una periodista crítica al gobierno de Putin en Diario Clarín
- Asesinan en Moscú a Anna Politkóvskaya en elmundo.es
- Asesinan en Moscú a la periodista rusa Ana Politkóvskaya en 20 minutos
- Periodista rusa aparece muerta en BBC Mundo
- Asesinato de reportera intrépida causa indignación internacional (enlace roto disponible en Internet Archive; véase el historial, la primera versión y la última). - IFEX

- Wikimedia Commons alberga una categoría multimedia sobre Anna Politkóvskaya.
- Wikiquote alberga frases célebres de o sobre Anna Politkóvskaya.

- Datos: Q131240
- Multimedia: Anna Politkovskaya / Q131240
- Citas célebres: Anna Politkóvskaya